# Bundu dia Kongo
Pour les articles homonymes, voir BDK.
Bundu dia Kongo (BDK), créé en juin 1969 et officiellement en 1986 par Ne Muanda Nsemi, est un mouvement politico-religieux qui lutte pour la défense, la protection et la promotion des droits et des intérêts du peuple kongo, dans l'espace territorial de l'ancien royaume du Kongo (RDC, Congo-Brazzaville, Angola, Gabon).

## Idéologie
Bundu dia Kongo prône l'établissement d'un État fédéral en Afrique centrale par une modification des frontières issues de la colonisation, frontières qui ont provoqué l'éclatement du peuple Kongo entre plusieurs pays. Le mouvement prône également la défense de la langue kikongo et le recrutement dans la sphère publique et privée des pays concernés de membres du peuple Kongo.

## Histoire
Ne Muanda Nsemi, député national, candidat au poste de vice gouverneur, ne fut pas élu ce qui a provoqué un regain de tensions.
Les combats entre la police congolaise et les partisans de Bundu dia Kongo ont fait 134 morts en 2007 et une centaine en 2008.
En 2008, le gouvernent congolais interdit Bundu dia Kongo.
En février 2017, des combats se sont déroulés à Kimpese, faisant huit morts parmi les militants du groupe. Le 17 mai 2017, des militants ont libéré leur leader, Ne Muanda Nsemi, qui avait été arrêté en mars, (4500 autres prisonniers évadés) en attaquant la prison de Makala à Kinshasa.
En avril 2020, la police congolaise a donné l'assaut à la résidence de Ne Muanda Nsemi. Il y a eu des négociations, mais elles n’ont pas abouti et ont été particulièrement laborieuses. Devant l’échec des discussions, la police a donc décidé de passer à l’action avec des tirs de gaz lacrymogènes.
Des fidèles de Bundu dia Kongo se sont alors rendus aux forces de l’ordre. Retranché à l’intérieur de la maison, le chef du mouvement politico-religieux a été récupéré par les éléments des forces de l’ordre. Ne Muanda Nsemi aurait été blessé à la tête par un coup de crosse qui lui aurait été asséné par l’un des policiers. Il a été conduit ensuite à la clinique.